# Orges (Haute-Marne)
Orges ist eine französische Gemeinde mit 351 Einwohnern (Stand: 1. Januar 2022) im Département Haute-Marne in der Region Grand Est (bis 2015 Champagne-Ardenne). Die Gemeinde gehört zum Arrondissement Chaumont und zum 2003 gegründeten Gemeindeverband Trois Forêts. 

## Geografie
Orges liegt am Rand der Landschaft Bassigny, etwa 17 Kilometer westsüdwestlich von Chaumont. Umgeben wird Orges von den Nachbargemeinden Braux-le-Châtel im Norden, Bricon im Osten und Nordosten, Blessonville im Osten und Südosten, Châteauvillain im Süden, Pont-la-Ville im Westen sowie Cirfontaines-en-Azois und Aizanville im Nordwesten.

## Bevölkerungsentwicklung
| Jahr                       | 1962 | 1968 | 1975 | 1982 | 1990 | 1999 | 2006 | 2011 | 2019 |
| Einwohner                  | 492  | 461  | 380  | 382  | 357  | 383  | 395  | 396  | 345  |
| Quellen: Cassini und INSEE |      |      |      |      |      |      |      |      |      |

## Sehenswürdigkeiten
- Kirche Saint-Didier
- Mühle von La Fleuristerie, heute Kunstblumenfabrik

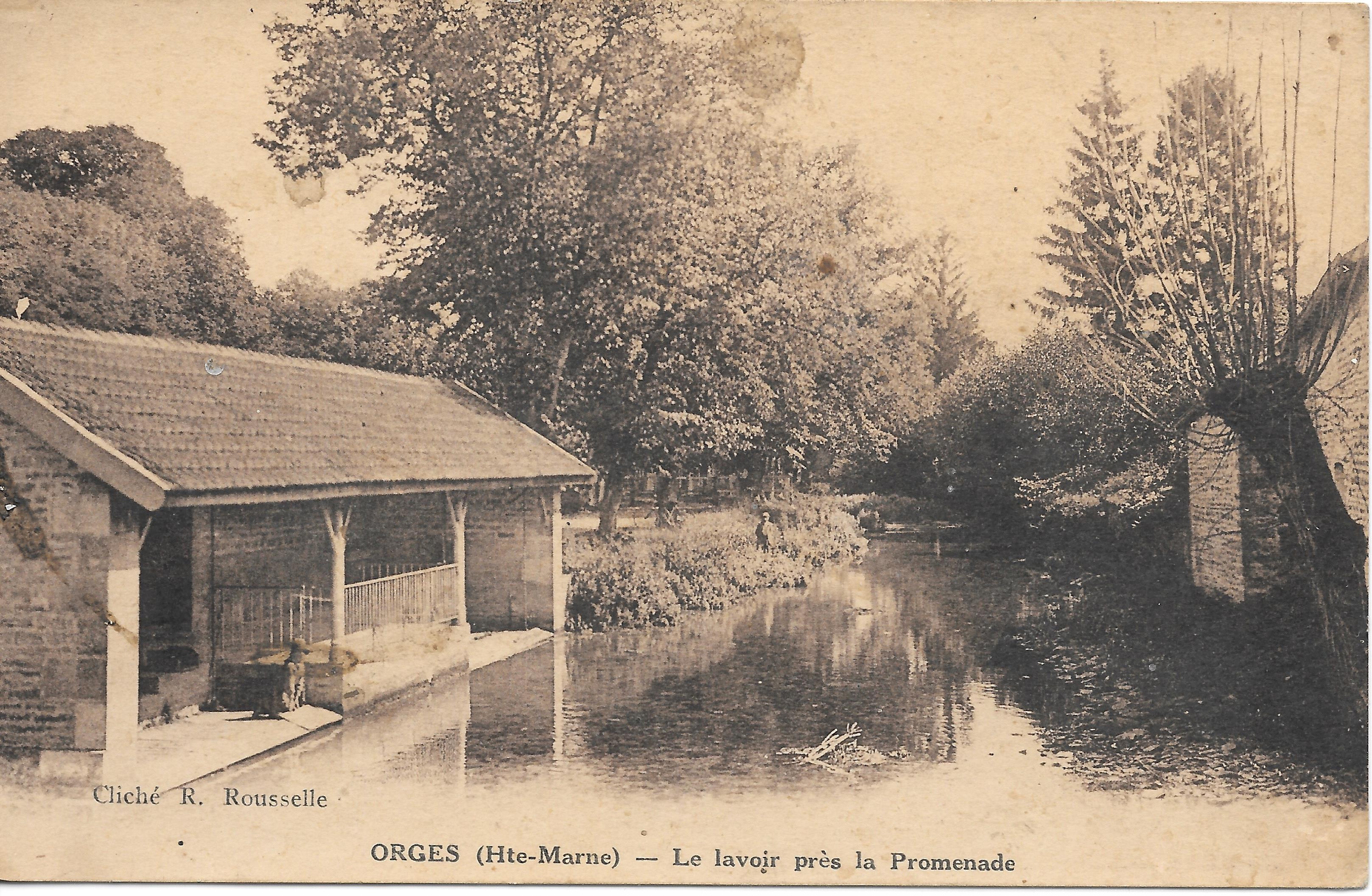
Lavoir auf einer alten Postkarte

- ehemaliges Waschhaus (Lavoir)

## Belege
1. ↑  Orges auf cassini.ehess.fr (französisch)
2. ↑  Orges auf INSEE